# 유럽 연합 정상회의
유럽 연합 정상회의(-聯合頂上會議, European Council) 또는 유럽 이사회(-理事會, 문화어: 유럽 리사회)는 유럽 연합(EU) 회원국의 국가 원수 또는 정부 장관(각료)과 유럽 연합 정상회의 의장, 유럽 연합 집행위원회 위원장으로 구성되고 마스트리흐트 조약에 따라 설치된 기관이다. 정상회의 회의에는 EU 외교·안보 정책 대표도 참석하며, 정상회의 의장이 의사 진행을 한다.
입법 권한은 주어지지 않지만 유럽 정상회의는 중요한 문제를 다루는 기관이며, 또한 여기서 이루어진 결정은 EU의 일반적인 정치 지침을 정하는 기본이 된다. 정상회의는 반년 동안 적어도 2회 정도 회의를 가지며, 주 회의 장소는 브뤼셀의 유스투스 립시우스 빌딩(Justus Lipsius building)이다.
이전까지 정상회의 의장은 유럽 연합 이사회 의장을 겸하며, 임기는 6개월로 회원국들이 국명 알파벳순으로 돌아가면서 결정되었으나 2009년 12월 1일 발효된 리스본 조약에 의해, 순번의장 제도가 폐지되고 상임의장인 유럽 이사회 의장 자리가 신설되어, 2009년 11월 19일 벨기에 브뤼셀에서 열린 특별 정상회의에서 28개국 정상이 만장일치로 헤르만 반 롬푀이 총리를 초대 상임의장에 선출되어, 2012년 5월 31일까지 의장을 맡았다. 도날트 투스크가 2019년 11월 30일까지 의장을 맡았다. 현재는 포르투갈 출신의 안토니우 코스타이 자리를 맡고 있다.

## 명칭
EU의 공식 언어는 각 가입국의 공용어이기 때문에 2013년 7월 1일 이후에는 총 공용어 수가 24개나 된다. 따라서 유럽이사회의 정식 명칭도 공용어 수와 같은 수만큼 있다.
| - 불가리아어: Европейски съвет 에브로페이스키 서베트 - 체코어: Evropská rada 에브롭스카 라다[*] - 덴마크어: Det Europæiske Råd 데트 에우로페이스케 로드[*] - 독일어: Europäischer Rat 오이로페이셔 라트[*] - 에스토니아어: Euroopa Ülemkogu 에우로파 윌렘코구 - 그리스어: Ευρωπαϊκό Συμβούλιο 에브로파이코 심불리오[*] - 영어: European Council 유러피언 카운슬[*] - 스페인어: Consejo Europeo 콘세호 에우로페오[*] - 프랑스어: Conseil européen 콩세이 외로페앵[*] - 아일랜드어: An Chomhairle Eorpach 안 호와이를레 오르파흐 - 크로아티아어: Europsko vijeće 에우롭스코 비예체 - 이탈리아어: Consiglio europeo 콘실리오 에우로페오[*] | - 라트비아어: Eiropadome 에이로파도메 - 리투아니아어: Europos Vadovų Taryba 에우로포스 바도부 타리바 - 헝가리어: Európai Tanács 에우로퍼이 터나치[*] - 몰타어: Kunsill Ewropew 쿤실 에우로페우 - 네덜란드어: Europese Raad 외로페서 라트[*] - 폴란드어: Rada Europejska 라다 에우로페이스카[*] - 포르투갈어: Conselho Europeu 콘셀류 이우로페우[*] - 루마니아어: Consiliul European 콘실리울 에우로페안[*] - 슬로바키아어: Európska rada 에우롭스카 라다 - 슬로베니아어: Evropski svet 에브롭스키 스베트 - 핀란드어: Eurooppa-neuvosto 에우로파네우보스토[*] - 스웨덴어: Europeiska rådet 에우로페이스카 로데트[*] |

## 구성

### 구성 인물
| 국가                                      | 대표자                  | 직위                        | 소속 정당                                    | 선출 시기                                                                              | 사진 |
| ----------------------------------------- | ----------------------- | --------------------------- | -------------------------------------------- | -------------------------------------------------------------------------------------- | ---- |
| 유럽 연합 정상회의 상임의장 (투표권 없음) | 샤를 미셸               | 유럽 연합 정상회의 상임의장 | 유럽 자유 민주 개혁당 / 혁신운동             | 2019년 12월 1일 (2014년부터 2019년까지 벨기에의 총리를 역임함)                         |      |
| 오스트리아                                | 크리스티안 케른         | 연방수상                    | 유럽 사회당 / 오스트리아 사회민주당          | 2016년 5월 17일                                                                        |      |
| 벨기에                                    | 샤를 미셸               | 총리                        | 유럽 자유 민주 개혁당 / 혁신운동             | 2014년 10월 11일                                                                       |      |
| 불가리아                                  | 보이코 보리소프         | 총리                        | 유럽 국민당 / 유럽 발전을 위한 불가리아 시민 | 2017년 5월 4일 (2009년부터 2013년까지, 2014년부터 2017년까지 불가리아의 총리를 역임함) |      |
| 크로아티아                                | 안드레이 플렌코비치     | 총리                        | 유럽 국민당 / 크로아티아 민주연합            | 2016년 10월 19일                                                                       |      |
| 키프로스                                  | 니코스 아나스타시아디스 | 대통령                      | 유럽 국민당 / 민주집회당                     | 2013년 2월 28일                                                                        |      |
| 체코                                      | 보후슬라프 소보트카     | 총리                        | 유럽 사회당 / 체코 사회민주당                | 2014년 1월 29일                                                                        |      |
| 덴마크                                    | 라르스 뢰케 라스무센    | 총리                        | 유럽 자유 민주 개혁당 / 좌파당               | 2015년 6월 28일 (2009년부터 2011년까지 덴마크의 총리를 역임함)                         |      |
| 에스토니아                                | 위리 라타스             | 총리                        | 유럽 자유 민주 개혁당 / 에스토니아 중앙당    | 2016년 11월 23일                                                                       |      |
| 핀란드                                    | 유하 시필레             | 총리                        | 유럽 자유 민주 개혁당 / 중앙당               | 2015년 5월 29일                                                                        |      |
| 프랑스                                    | 에마뉘엘 마크롱         | 대통령                      | 무소속 / 전진하는 공화국!                    | 2017년 5월 14일                                                                        |      |
| 독일                                      | 앙겔라 메르켈           | 연방수상                    | 유럽 국민당 / 독일 기독교민주연합            | 2005년 11월 22일                                                                       |      |
| 그리스                                    | 알렉시스 치프라스       | 총리                        | 유럽 좌파당 / 급진좌파연합                   | 2015년 9월 21일                                                                        |      |
| 헝가리                                    | 오르반 빅토르           | 총리                        | 유럽 국민당 / 피데스                         | 2010년 5월 14일                                                                        |      |
| 아일랜드                                  | 리오 버라드커           | 총리                        | 유럽 국민당 / 피너 게일                      | 2017년 6월 14일                                                                        |      |
| 이탈리아                                  | 파올로 젠틸로니         | 총리                        | 유럽 사회당 / 민주당                         | 2016년 12월 12일                                                                       |      |
| 라트비아                                  | 마리스 쿠친스키스       | 총리                        | 무소속 / 리에파야당                          | 2016년 2월 11일                                                                        |      |
| 리투아니아                                | 달리아 그리바우스카이테 | 대통령                      | 무소속 / 무소속                              | 2009년 7월 12일                                                                        |      |
| 룩셈부르크                                | 그자비에 베텔           | 총리                        | 유럽 자유 민주 개혁당 / 민주당               | 2013년 12월 4일                                                                        |      |
| 몰타                                      | 조지프 무스카트         | 총리                        | 유럽 사회당 / 노동당                         | 2013년 3월 11일                                                                        |      |
| 네덜란드                                  | 마르크 뤼터             | 총리                        | 유럽 자유 민주 개혁당 / 자유민주국민당       | 2010년 10월 14일                                                                       |      |
| 폴란드                                    | 베아타 시드워           | 총리                        | 유럽 보수와 개혁 연합 / 법과 정의            | 2015년 11월 16일                                                                       |      |
| 포르투갈                                  | 안토니우 코스타         | 총리                        | 유럽 사회당 / 사회당                         | 2015년 11월 26일                                                                       |      |
| 루마니아                                  | 클라우스 이오하니스     | 대통령                      | 유럽 국민당 / 무소속                         | 2014년 12월 21일                                                                       |      |
| 슬로바키아                                | 로베르트 피초           | 총리                        | 유럽 사회당 / 방향-사회민주주의              | 2012년 4월 4일 (2006년부터 2010년까지 슬로바키아의 총리를 역임함)                      |      |
| 슬로베니아                                | 미로 체라르             | 총리                        | 유럽 자유 민주 개혁당 / 현대중앙당           | 2014년 9월 18일                                                                        |      |
| 스페인                                    | 마리아노 라호이         | 총리                        | 유럽 국민당 / 국민당                         | 2011년 12월 21일                                                                       |      |
| 스웨덴                                    | 스테판 뢰벤             | 총리                        | 유럽 사회당 / 스웨덴 사회민주노동당          | 2014년 10월 3일                                                                        |      |
| 유럽 연합 유럽 위원회 (투표권 없음)       | 장클로드 융커           | 위원장                      | 유럽 국민당 / 기독사회인민당                 | 2014년 11월 1일 (1995년부터 2013년까지 룩셈부르크의 총리를 역임함)                     |      |

### 소속 정당

정상회의 구성 인물의 소속 정당 별로 나타낸 EU 회원국

유럽 정상회의에 구성되어 있는 인물들은 각자 대부분 자국 안에 있는 정당에 소속되어 있고, 그 소속되어 있는 정당들은 유럽 범위의 정당에 참여하고 있다. 하지만 유럽 정상회의는 정당이 아닌 국가를 대표하기 위해서 구성되는 것이며, 유럽 정상회의의 결정도 EU 회원국의 이익을 높이기 위해 내려진다.
| 정당 | 정당                         | #  | QMV |
| ---- | ---------------------------- | -- | --- |
|      | 유럽 국민당 (EPP)            | 13 | 191 |
|      | 유럽 사회당 (PES)            | 7  | 101 |
|      | 유럽 자유 민주 개혁당 (ELDR) | 4  | 25  |
|      | 무소속                       | 2  | 24  |
|      | 유럽 좌파당 (PEL)            | 1  | 4   |
| 합계 | 합계                         | 27 | 345 |

## 같이 보기
- 유럽 이사회 의장